# Міллертон (Оклахома)
Міллертон (англ. Millerton) — місто (англ. town) в США, в окрузі Маккертен штату Оклахома. Населення — 215 осіб (2020).

## Географія
Міллертон розташований за координатами 33°59′0″ пн. ш. 95°1′2″ зх. д. / 33.98333° пн. ш. 95.01722° зх. д. (33.983433, -95.017129).  За даними Бюро перепису населення США в 2010 році місто мало площу 4,61 км², з яких 4,58 км² — суходіл та 0,03 км² — водойми.

## Демографія
Згідно з переписом 2010 року, у місті мешкало 320 осіб у 129 домогосподарствах у складі 86 родин. Густота населення становила 69 осіб/км².  Було 176 помешкань (38/км²).
Расовий склад населення:
| - 75,3 % — білих - 14,1 % — корінних американців - 3,1 % — чорних або афроамериканців |

До двох чи більше рас належало 6,6 %. Частка іспаномовних становила 2,2 % від усіх жителів.
За віковим діапазоном населення розподілялося таким чином: 25,9 % — особи молодші 18 років, 57,8 % — особи у віці 18—64 років, 16,3 % — особи у віці 65 років та старші. Медіана віку мешканця становила 39,7 року. На 100 осіб жіночої статі у місті припадало 93,9 чоловіків;  на 100 жінок у віці від 18 років та старших — 86,6 чоловіків також старших 18 років.
Середній дохід на одне домашнє господарство  становив 36 640 доларів США (медіана — 26 964), а середній дохід на одну сім'ю — 43 013 долари (медіана — 35 500). Медіана доходів становила 30 833 долари для чоловіків та 23 750 доларів для жінок. За межею бідності перебувало 29,3 % осіб, у тому числі 54,1 % дітей у віці до 18 років та 8,3 % осіб у віці 65 років та старших.
Цивільне працевлаштоване населення становило 84 особи. Основні галузі зайнятості: освіта, охорона здоров'я та соціальна допомога — 27,4 %, виробництво — 16,7 %, будівництво — 10,7 %, публічна адміністрація — 9,5 %.